# Angelo Moore

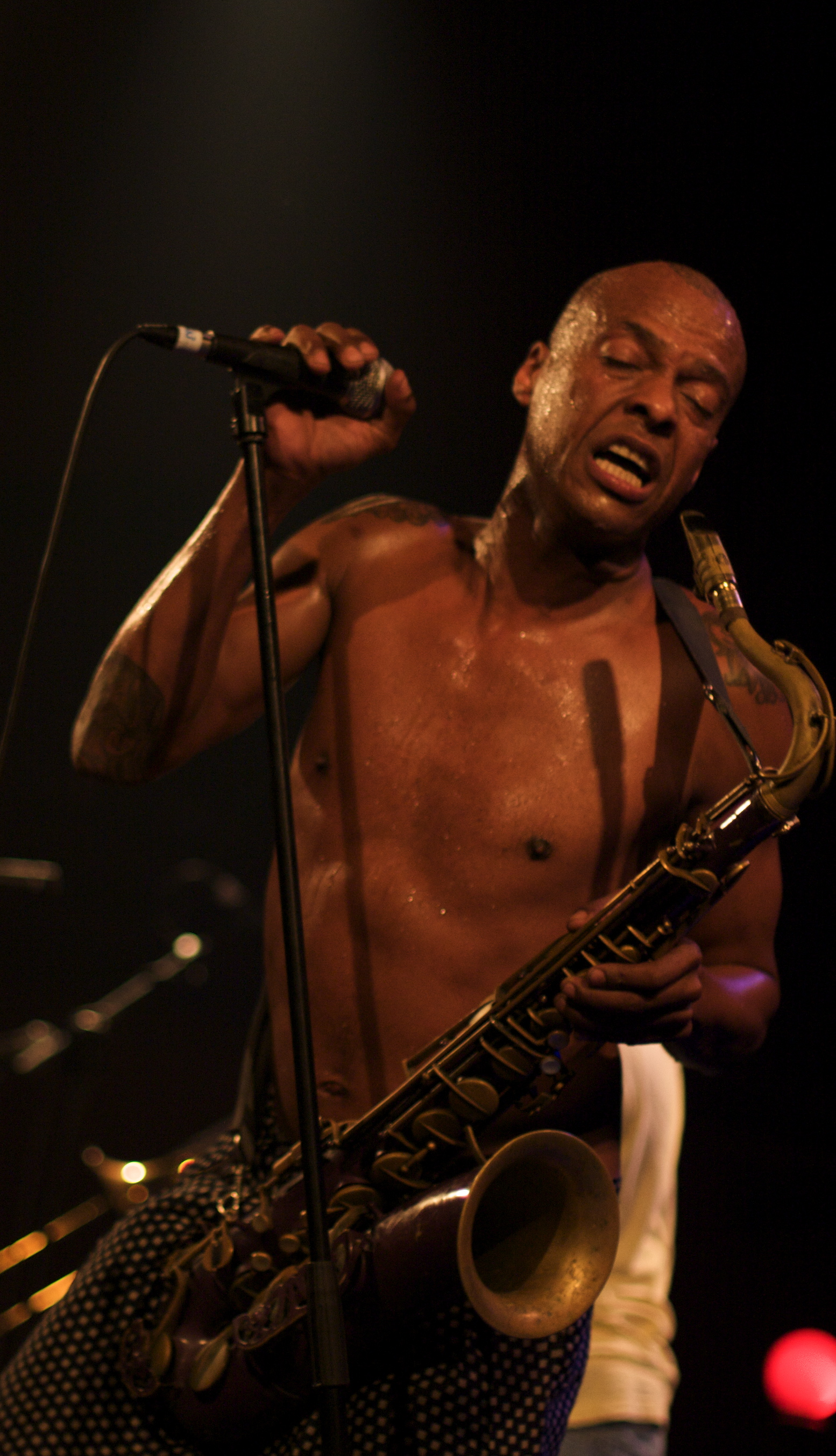
Fishbone en concierto en la sala Apolo de Barcelona, España.

Angelo Moore, conocido también como "Dr. Madd Vibe", es el miembro fundador y vocalista de la banda musical Fishbone. 

## Biografía
Comenzó su carrera en los años 80, liderando a Fishbone, una de las formaciones más influyentes, junto con otras como Primus o Red Hot Chili Peppers, en la escena del Rock de fusión y el Rock alternativo de la época. Angelo (también conocido en esa época como "The Missing Link"), empieza a ser popular, además de como vocalista, por su habilidad con el saxofón al frente de la banda, y por sus frenéticas actuaciones, cargadas de energía y adrenalina. Fishbone se mueven entre una amplia gama de estilos que van desde el Reggae hasta el Heavy metal, practicando en sus letras una ácida crítica social, que combina realismo y sentido del humor. Angelo define el sonido del grupo como "sonido megaloco". 
En 1995, Angelo empieza a escribir y dar recitales de poesía bajo el sobrenombre de Dr. Madd Vibe. Inspirándose para ello en sus experiencias al haber crecido como niño de raza negra en un barrio blanco, Angelo abarca un gran abanico de temas, algunos de los cuales ya había desarrollado en su banda, tales como pueden ser el racismo, los valores familiares, o la política estadounidense; en sus "performances" como poeta en pubs, cafés conciertos y festivales de poesía, que le llevaron a Nueva York, L.A., París o Tokio, se desenvuelve con la misma honestidad y energía que trataba de desarrollar como músico. En 1996 publicó una antología de poemas titulada "Dr. Maddvibe's Comprehensive Linkology", que también se editó como álbum en 1997. 
En enero de 2000, Fishbone grabaron un nuevo álbum "Psychotic Friends Nuttwerx", que contó con colaboraciones de Red Hot Chili Peppers o George Clinton. En noviembre del mismo año, Angelo publicó un nuevo disco bajo el sobrenombre de Dr. Madd Vibe, titulado "The Yin Yang Thang", bajo la compañía discográfica Asian Man Records, que reeditó asimismo el libro y disco "Dr. Maddvibe's Comprehensive Linkology" 
En el 2002, Fisbone volvieron a la actividad con un nuevo EP, y un disco en directo grabado enteramente con temas inéditos, titulado "Fishbone live at the temple bar". En el 2005 publicó como Dr. Madd Vibe el disco "Dr. Madd Vibe's Medicine Cabinet", bajo el sello Mooremapp records.
Moore está divorciado de Susette Ashley Garrett, quien había sido su novia desde la adolescencia, y tiene una hija, Cheyenne Starr Forever Moore.

## Discografía

### Con Fishbone

#### Discos de estudio
- In Your Face (1986)
- Truth and Soul (1988) - #153 en el Billboard 200 en Oct. 29, 1988
- The Reality of My Surroundings (1991) - #49 en el Billboard 200 en May 18, 1991
- Give a Monkey a Brain and He'll Swear He's the Center of the Universe (1993) - #99 en el Billboard 200 en Jun. 12, 1993
- Chim Chim's Badass Revenge (1996) - #158 en el Billboard 200 en Jun. 8, 1996
- Fishbone and the Familyhood Nextperience Present: The Psychotic Friends Nuttwerx (2000)
- Still Stuck In Your Throat (2006)

#### Discos en directo
- Live at the Temple Bar and More (2002)
- Live in Amsterdam (CD/DVD - 2005 - recorded live in 2002)

#### EP
- Fishbone (1985)
- It's a Wonderful Life (1987)
- Set the Booty Up Right (1990)
- Fishbone and the Familyhood Nextperience Present: The Friendliest Psychosis of All (2002)

#### DVD
- The Reality of My Surroundings - Past to Present (1991)
- Critical Times - Fishbone's Hen House Sessions (2001)
- Live in Amsterdam (CD/DVD - 2005 - recorded live in 2002)
- Everyday Sunshine - A Fishbone Documentary (2008)

#### Recopilaciones
- Fishbone 101: Nuttasaurusmeg Fossil Fuelin' the Fonkay (1996)
- The Essential Fishbone (2003)

### Como Dr. Madd Vibe

#### Libros
- "Dr. Maddvibe's Comprehensive Linkology" (1996)

#### Discos
- "Dr. Maddvibe's Comprehensive Linkology" (1997)
- "The Yin Yang Thang" (2000)
- "Dr. Madd Vibe's Medicine Cabinet" (2005)